# فردیناند پی. بیر
فردیناند پیر. بیر (به انگلیسی: Ferdinand P.Beer) استاد فرانسوی مهندسی مکانیک در دانشگاه لیهای بود. او بیشتر دوران کار خود را به عنوان عضوی از دانشکده در دانشگاه دانشگاه لیهای گذراند، جایی که به عنوان رئیس بخش‌های مکانیک و مهندسی مکانیک خدمت کرد. مهمترین سهم وی همکاری مشترک چندین کتاب درسی در زمینه مکانیک بود که در آموزش علم مهندسی به خصوص مهندسی مکانیک و مهندسی عمران مورد استفاده گسترده قرار گرفته‌است.

## مطالعات و جوایز
در سال ۱۹۷۴، انجمن آمریکایی آموزش مهندسی (ASEE) واحد Middle Atlantic برای آموزش مهندسی جایزه صندوق Western Electric را به وی اعطا کرد. بخش مکانیک انجمن علوم، در سال ۱۹۸۰، جایزه مربی برجسته خود را به وی اعطا کرد. فعالیت وی بیشتر شامل پشتیبانی از شرکت‌های بوئینگ، ناسا، ارتش آمریکا، مهندسین ارتش و مدیریت دفاع عمران فدرال بود.
بیر یکی از اعضای انجمن مهندسان مکانیک آمریکا (ASME) و انجمن اساتید دانشگاه آمریکا (AAUP) بود. او همچنین عضو ASEE بود.